# Nouvelle Histoire de France
La Nouvelle Histoire de France est un ouvrage d'initiation à l'histoire réalisé par un groupe de professeurs et instituteurs et imprimé en 1927 aux éditions de l'École émancipée.

## Contexte
Les membres de l'École Émancipée cohabitaient — difficilement — avec les militants du Parti communiste au sein de la Fédération unitaire de l'enseignement. 
Dans le contexte des mouvements pacifistes de l'entre-deux-guerres, les manuels d'histoire qui enseignent le mythe national furent accusés d'inculquer des valeurs bellicistes.
La Fédération décida de publier un manuel d'initiation à l'histoire, réalisé dans une approche plus scientifique  
.

## Réception
Il fut considéré en 1932 par l'Éducateur prolétarien comme une « tentative hardie .../... de faire surgir devant l'esprit des enfants l'évolution dans la vie économique, politique et sociale qui constitue la véritable histoire », cette revue estimant cependant qu'il n'avait pas osé briser les vieux cadres.
L'ouvrage ne passa cependant pas inaperçu, surtout en raison des oppositions qu'il souleva. Adopté en octobre 1928 par les commissions départementales des Bouches-du-Rhône, du  Rhône de la Saône-et-Loire et des Côtes-du-Nord, le manuel est immédiatement combattu par le ministre de l'Instruction publique Édouard Herriot, qui donne des consignes pour le faire radier des listes départementales et blâmer les enseignants qui l'utilisent, sans aller jusqu'à l'interdiction à l'échelle nationale. Sa circulation est dès lors fort limitée.

### Documentation
- Gaëtan Le Porho, Syndicalisme révolutionnaire et éducation émancipatrice : L'investissement pédagogique de la Fédération unitaire de l'enseignement, 1922-1935, Paris, Noir et Rouge & EDMP, 2016, 398 p. (ISBN 979-10-93784-11-3, lire en ligne), « L'histoire », p. 214-235. Chapitre presque entièrement consacré au manuel.